# Laila Freivalds
Laila Freivalds (née le 22 juin 1942 à Riga en Lettonie), est une femme politique suédoise, d'origine lettonne. Elle est ministre de la Justice de 1988 à 1991 et de 1994 à 2000 puis ministre des Affaires étrangères du 11 septembre 2003 au 21 mars 2006.

## Biographie
Elle est née pendant la Seconde Guerre mondiale et sa famille s'est réfugiée en Suède.
Elle est diplômée à l'université d'Uppsala (en droit) en 1970. Elle travaille pour la justice suédoise à partir de 1976. Après l'assassinat d'Anna Lindh, en 2003, elle est nommée ministre des Affaires étrangères.
Elle est membre du Parti social-démocrate du travail suédois.
Affaiblie après le tsunami de décembre 2004, qui a fait 543 victimes suédoises et a révélé une série de dysfonctionnements au sommet de l'État, elle démissionne le 21 mars 2006, en raison de soupçons selon lesquels elle aurait enfreint la Constitution, lors de la fermeture d'un site internet d'extrême droite ayant reproduit des caricatures de Mahomet.